# Monastère de Vlachérna de Corfou
Voir aussi : Vlachérna (Árta) et Vlachérna (Arcadie).
Le monastère de Vlachérna (en grec moderne : Μονή Βλαχερνών) est un monastère orthodoxe grecque du XVIIe siècle, de style gréco-byzantin, dédié à Sainte-Marie-des-Blachernes (Panagía Vlachernón), situé sur un îlot de l'île de Corfou, en Grèce.

## Histoire
Ce monastère est fondé au cours du XVIIe siècle, sur un îlot relié par une jetée piétonne de 300 m à la côte est de l'île de Corfou, avec son architecture gréco-byzantine locale en murs blanchis à la chaux et tuile canal. Le site se situe dans le prolongement de la piste principale de l'aéroport de Corfou, à environ 5 km au sud de Corfou (ville),. 

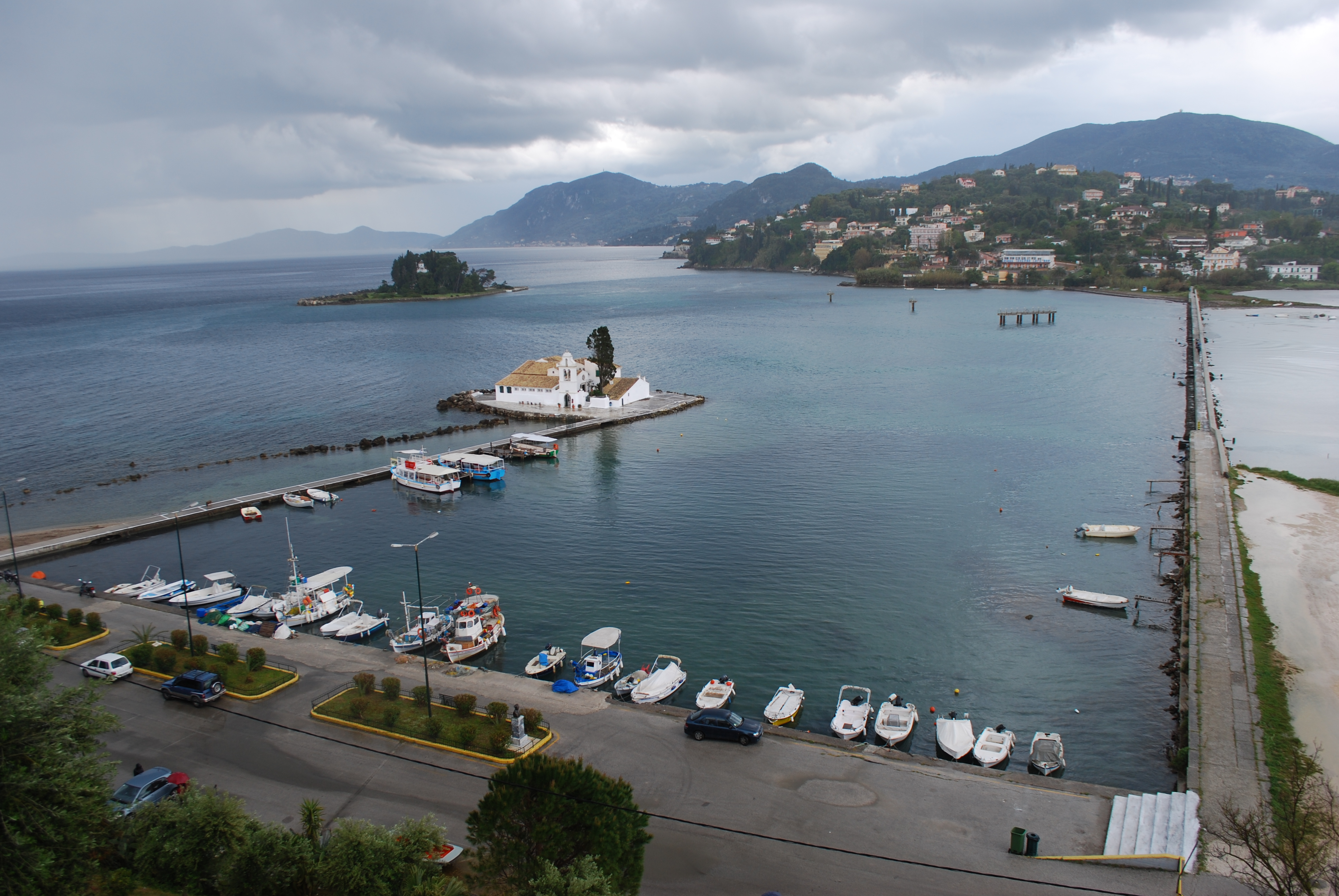
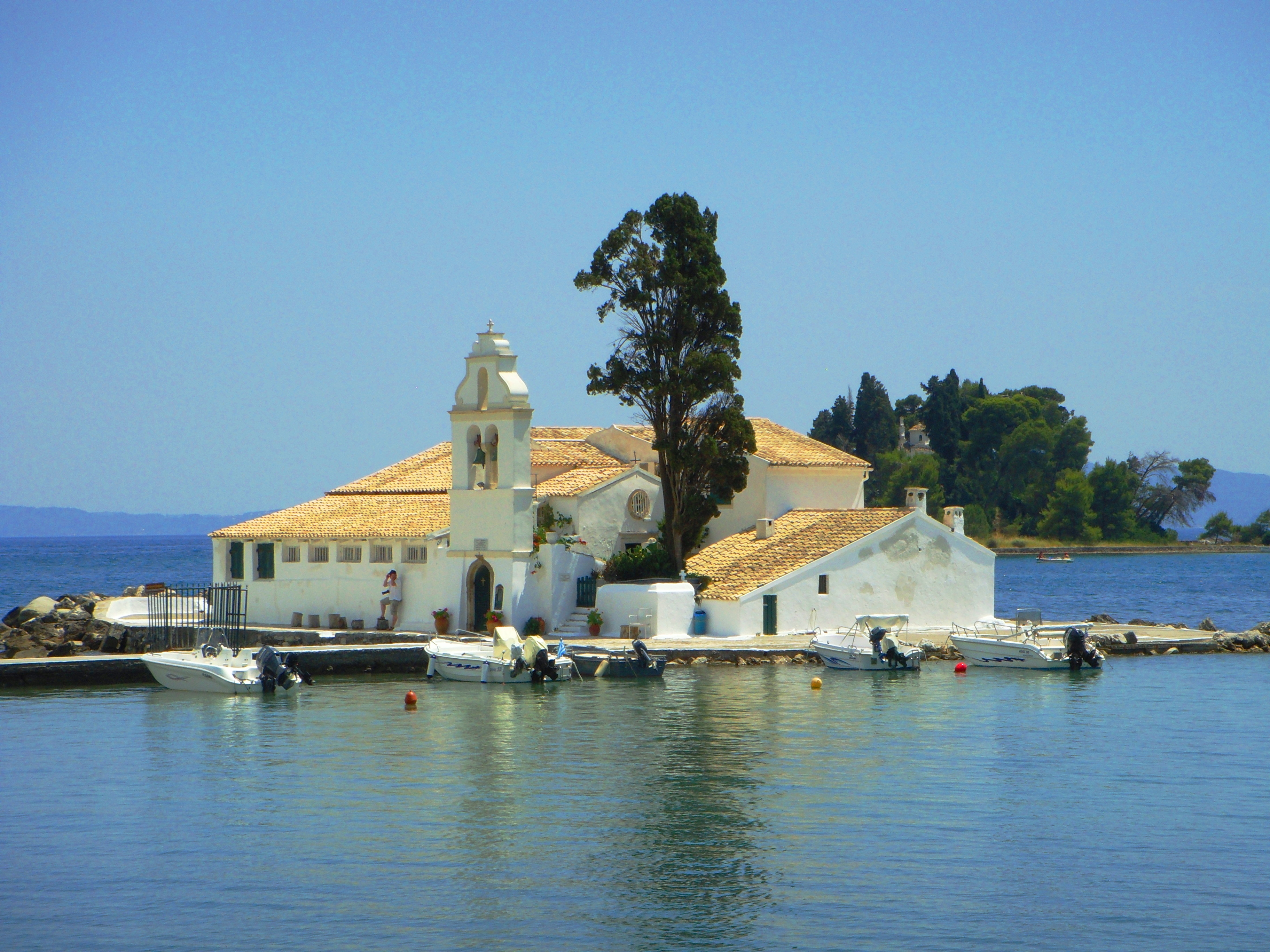
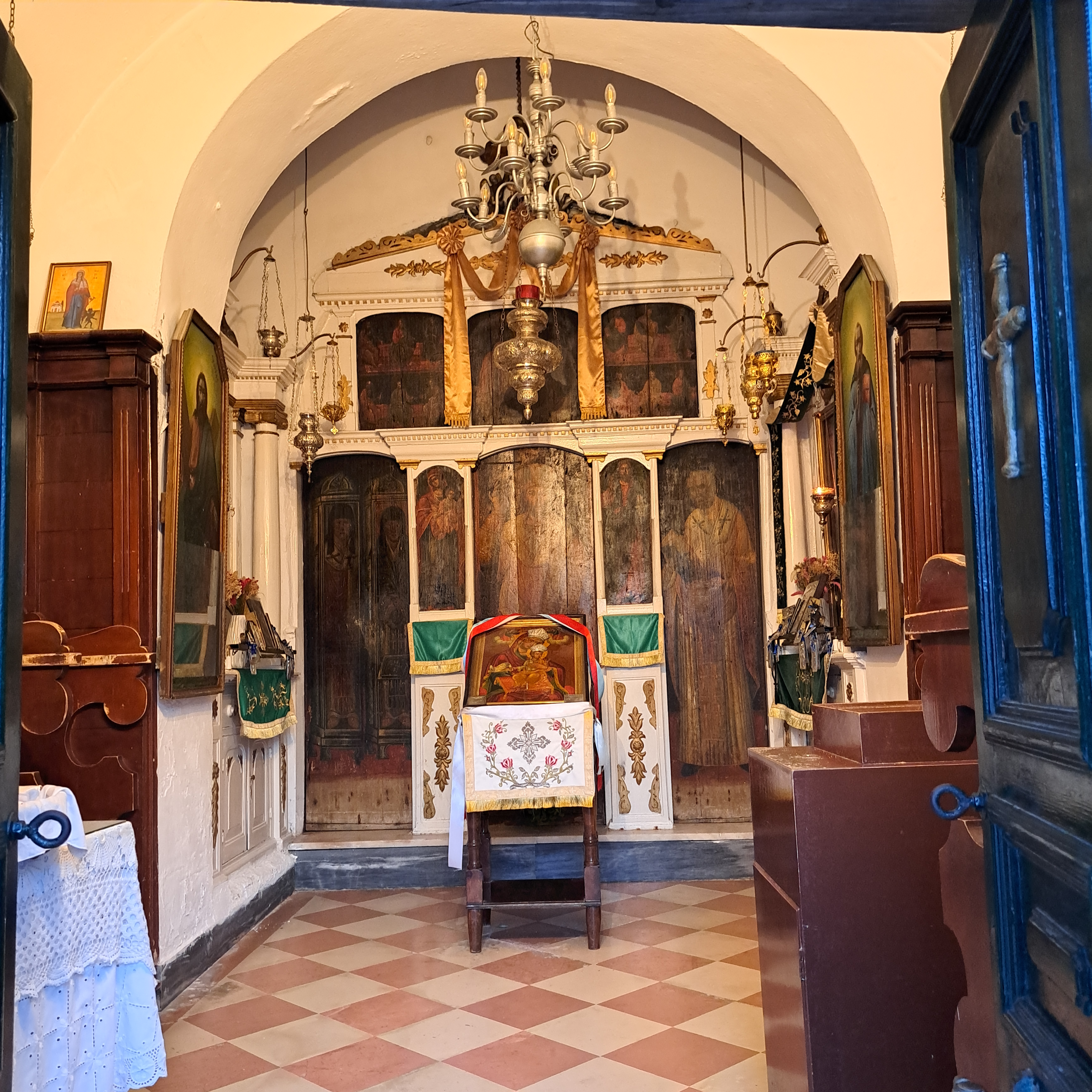

Son église est construite en 1685. La plus ancienne pierre tombale de l'île date de 1758. Ce site religieux est devenu un couvent jusque dans les années 1980,, puis une église jusqu'à ce jour. 
Une chapelle byzantine est également fondée au XIIe siècle sur l'îlot voisin de Pondikoníssi, accessible par bateau. Ces deux îlots font partie des sites les plus pittoresques et populaires de Corfou et du tourisme en Grèce,.